# Kraj bańskobystrzycki
Kraj bańskobystrzycki (słow. Banskobystrický kraj) – jednostka administracyjna Słowacji, jeden z 8 krajów, na które podzielone zostało to państwo. Zajmuje południową część środkowej Słowacji, opierając się na południu o granicę państwową z Węgrami i sięgając na północy po główny grzbiet Niżnych Tatr.
Jest największym co do powierzchni krajem Słowacji. Gęstość zaludnienia wynosi około 70 os./km² i jest najniższa spośród słowackich krajów. Główne miasta to Bańska Bystrzyca (stolica kraju), Zwoleń, Łuczeniec i Rymawska Sobota. Według danych z roku 2001 żyje w nim 662 121 osób, w tym Słowacy (83,7%) Węgrzy (11,8%) wzdłuż granicy węgierskiej i Romowie (2,3%).